# Infinity on High
Infinity on High er tredje studiealbum fra rockbandet Fall Out Boy. Den blev udgivet den 6. februar 2007.
Cd'en er bl.a. featured Babyface, Ryan Ross (Panic! At The Disco) og Jay-Z.

## Indhold
1. "Thriller" – 3:29
2. "The Take Over, The Break's Over" – 3:33
3. "This Ain't a Scene, It's an Arms Race" – 3:32
4. "I'm Like a Lawyer with the Way I'm Always Trying to Get You Off (Me + You)" – 3:31
5. "Hum Hallelujah" – 3:50
6. "Golden" – 2:32
7. "Thnks fr th Mmrs" – 3:23
8. "Don't You Know Who I Think I Am?" – 2:51
9. "The (After) Life of the Party" – 3:21
10. "The Carpal Tunnel of Love" – 3:23
11. "Bang the Doldrums" – 3:31
12. "Fame < Infamy" – 3:06
13. "You're Crashing, But You're No Wave" – 3:42
14. "I've Got All This Ringing in My Ears and None on My Fingers" – 4:06

Bonus-materiale:
1. "G.I.N.A.S.F.S." – 3:17
2. "It's Hard to Say 'I Do', When I Don't" [Exclusive Wal-Mart Bonus Track] – 3:23